# Troika Games
Troika Games è stata un'azienda statunitense dedita allo sviluppo di videogiochi con sede nella città di Irvine, fondata nel 1998 e chiusa nel 2005.

## Storia
Nel 1997 tre membri chiave del team di sviluppo che lavorò al videogioco di ruolo Fallout - Timothy Cain, Leonard Boyarsky e Jason Anderson - lasciarono Interplay Entertainment. Il motivo della loro uscita era legato all'impossibilità di raggiungere un accordo sulla struttura del gruppo che stava cominciando a progettare Fallout 2. Oltre a questa esistevano anche altre cause che portarono i tre a prendere questa decisione, legate alle scelte che l'azienda stava compiendo che, a loro giudizio, l'avrebbero portata alla distruzione.
Cain, Boyarsky ed Anderson fondarono una loro società: il 1º aprile 1998 nacque Troika Games. Il nome della società (dal russo trojka: insieme di tre elementi) si riferiva esplicitamente ai tre sviluppatori e la compagnia doveva assomigliare a quella che loro ritenevano la "vecchia" Interplay.
Il primo progetto fu Arcanum: Of Steamworks and Magick Obscura, gioco di ruolo ambientato in un mondo in cui magia e rivoluzione industriale si mescolano e si scontrano. Il videogioco fu prodotto dalla Sierra Entertainment e venne pubblicato nel 2001. Troika avrebbe voluto proseguire lungo questa strada con un seguito di Arcanum ma il produttore non era concorde. A causa di problemi interni a Sierra, non fu trovato l'accordo per proseguire la collaborazione e Troika dovette cercare un nuovo partner.
Atari, da poco passata sotto l'egida di Infogrames, produsse Il tempio del male elementale (2003), ambientato nel mondo di Greyhawk, modulo di Dungeons & Dragons. Il progetto fu guidato dal solo Timothy Cain mentre Boyarsky e Anderson seguivano Vampire: The Masquerade - Bloodlines (2004), tratto dal gioco di ruolo cartaceo Vampiri: la masquerade e basato sul motore grafico Source; in questo caso il produttore era Activision: Troika infatti non lavorò mai con lo stesso produttore per più di una volta.
Dopo Bloodlines, Troika non fu più in grado di stringere accordi con alcun produttore e alla fine di febbraio del 2005 cessò di esistere.

## Critica
I tre videogiochi sviluppati dalla compagnia ebbero una ricezione simile: da una parte ottennero giudizi molto buoni per quello che riguardava le ambientazioni affascinanti e innovative, la ricchezza e la profondità della trama e la caratterizzazione personaggi; dall'altra furono molto criticati per la presenza di numerosi bug. Questo elemento fu decisivo per le sorti della compagnia poiché gli impedì di vendere a sufficienza, rendendola agli occhi dei produttori un investimento poco sicuro. Da parte loro Cain, Boyarsky e Anderson imputano al poco tempo concesso la causa di questi problemi, evidenziando come abbiano dovuto spesso ricorrere ad orari di lavoro superiori alle 40 ore settimanali.

## Progetti incompiuti
Prima della chiusura, Troika Games era al lavoro su un progetto riguardante un videogioco di ruolo caratterizzato da grafica interamente tridimensionale e da una ambientazione post apocalittica, elementi che facevano pensare ad una sorta di erede della saga di Fallout. Nel 2004, quando i lavori erano già stati interrotti a causa della mancanza di un produttore, alcune immagini vennero pubblicate sui forum "No Mutants Allowed" e "Duck and Cover". Successivamente venne anche pubblicato un video dimostrativo.
Questo e altri progetti vennero proposti a diversi finanziatori ma senza ottenere alcun risultato. Tra i lavori ipotizzati c'era Dreadlands, un gioco massively multiplayer online ambientato in una ottocentesca e mitologica europa orientale.

## Videogiochi
| Anno | Videogioco                                | Editore    | Piattaforma |
| ---- | ----------------------------------------- | ---------- | ----------- |
| 2001 | Arcanum: Of Steamworks and Magick Obscura | Sierra     | Windows     |
| 2003 | Il tempio del male elementale             | Atari      | Windows     |
| 2004 | Vampire: The Masquerade - Bloodlines      | Activision | Windows     |